# Onagre (catapulta)
L'onagre és una antiga arma de setge del tipus catapulta, que tenia mecanisme de torsió. El nom onagre és una referència a l'hemió, un ase salvatge asiàtic, conegut pel seu mal geni i que pot llançar a un home a certa distància d'una guitza, igual que aquesta arma de setge llançava pedres contra les muralles enemigues.
La primera referència històrica d'aquesta arma és la del grec Filó cap al 200 aC, seguida de la de Apol·lodor un segle després. No obstant això, no es guarden descripcions exhaustives del seu aspecte i funcionament anteriors al segle iv, quan es va fer popular. L'ús va ser descrit pels historiadors Vegeci i Amià Marcelí. Aquesta peça d'artilleria era muntada al lloc del setge per almenys vuit homes, sobre una base de terra aixafada o maons que disminuís la vibració en posar-se en marxa. Constava d'un marc de fusta que servia de base a terra, sobre el qual s'alçava un marc també de fusta (reforçat a vegades amb pells) que servia de límit al braç quan aquest sortia disparat, evitant així la seva ruptura. Aquest braç era rematat en la punta per una cullera o una bossa de pell penjada en què es carregava una pedra pesada que es podia llançar a una distància de fins a huit-cents metres. Abans d'això, el braç era baixat per un mecanisme de torsió que e tirava de la part superior mitjançant d'un cilindre giratori, al qual lligaven les cordes unides al braç. Aquest sortia disparat en alliberar tot el conjunt mitjançant d'una palanca situada al lateral oposat a la roda giratòria que baixava el braç. El paper de l'onagre en els setges era el de destruir torres de defensa i escombrar la part superior de les muralles de defensors.
Va desaparèixer amb les invasions bàrbares del segle v, encara que va ser recuperada més tard, a partir de l'any 1200. Després va evolucionar cap a una arma de setge de menor calibre i distància, el manganell, que llançava diverses pedres més petites a distàncies de fins a 400 m. El nom de mangonel deriva del grec magganon, que vol dir «enginy de guerra».